# Armand Merlon
Armand Merlon, né le 4 mai 1859  à Nivelles et mort le 17 octobre 1903 à Ax-les-Thermes, est un prêtre catholique belge ayant quitté l'état clérical. Il fut le premier francophone belge entré dans la Société des Pères blancs du cardinal Lavigerie (fondateur des Pères blancs en 1868 alors qu'il était archevêque d'Alger). Il quitte la Société au bout de deux ans de Congo et, plus tard réduit à l'état laïc, se marie en 1899.

## Biographie

### Formation
Armand Merlon est né à Nivelles le 4 mai 1859. Son père y était haut fonctionnaire à l'Administration de l'enregistrement et des domaines.
Arrivé au noviciat le 16 juin 1879, Armand Merlon prononce son serment, le même jour que le Père Kamiel Van der Straeten, le 27 mai 1880. Il poursuit ses études et il est ordonné prêtre à Alger par Mgr Dusserre le 22 septembre 1883. Le 26 du même mois, il part pour la maison de Lille où il a été nommé, ainsi que Père August Schynse, premier prêtre allemand de la Société. Les deux jeunes pères sont désignés pour faire la quête et la propagande.

### En Belgique
Le Père Merlon suggère au cardinal Lavigerie dans sa lettre du 28 mars 1884, de fonder en Belgique une école apostolique pour la Société. Le cardinal marque son accord et lui ordonne de chercher une maison convenant à ce projet. Les démarches du Père Merlon aboutissent le 31 mai 1884 par une option sur le Château Kieffelt à Woluwe-Saint-Lambert. Le contrat de location est signé le 16 juillet 1884, après accord du cardinal. Restait à nommer le personnel de la nouvelle maison. Le cardinal Lavigerie écarte la candidature du Père Merlon pour le supériorat, quoiqu'elle fût appuyée par les confrères belges. Il écrit au Père Léonce Bridoux, vicaire général de la Société, que le Père Merlon semble briguer trop ouvertement la place de supérieur à Woluwe, mais qu'il n'a point l'âge ni l'expérience nécessaire pour une situation si difficile. Finalement, au mois d'octobre 1884, le personnel est ainsi constitué : Père Augustin Bresson, français, supérieur, Père Merlon, directeur, Père Van der Straeten, Père Victor Roelens et le Frère Hillebrandt.
Entre-temps, le cardinal Lavigerie reçoit une lettre du 16 août 1884 de l'évêque de Gand, Mgr Bracq, qui a entendu des plaintes au sujet du Père Merlon et a conseillé son rappel. Le cardinal lui répondra : « Rien dans sa conduite passée ne justifie les accusations portées contre lui auprès de Votre Grandeur. Nous l'avons toujours connu jusqu'ici comme un sujet pieux, bon, sincère et attaché à tous ses devoirs... » Convoqué par le cardinal, le Père Merlon quitte Woluwe le 27 août pour se rendre à Carthage. Il a amplement l’occasion de se justifier et il sollicite la faveur de pouvoir pour partir au Congo pour démontrer ainsi son attachement à la Société. Le 23 janvier 1885, il est reçu en audience particulière par le roi Léopold II en compagnie du Père Bresson. Le 3 février, il a l'occasion de donner un sermon de carême pour la reine. Le lendemain, elle envoie un ostensoir et une magnifique chape à la maison de Woluwe. En mars 1885, le Père Merlon est désigné pour participer à la création d'un poste dans l'Ouest du Congo au-delà de Stanley-Pool. Le 25 mars, le roi Léopold II lui accorde une longue audience d'adieu. Le 30 mars le Père quitte Woluwe.

### Au Congo 1885-1887
La caravane du Bas-Congo composée des Pères Joseph Dupont, Français, Schynse, Allemand et Merlon, Belge, s'embarque au Havre le 22 juin 1885. Le 29 juillet, ils arrivent à Vivi. Peu après leur arrivée, le Père Merlon tombe gravement malade. Contre toute attente, il se rétablit. Vers la mi-janvier 1886, il se met à son tour en route pour le Stanley-Pool. Le 17 février, les trois confrères y sont pour la première fois ensemble.
Laissant le Père Schynse à la garde du matériel, les Pères Dupont et Merlon s'embarquent pour Kwamouth avec le major von Wissmann. Ils y débarquent le 13 avril et à partir de ce moment le Père Dupont remplace le représentant sur place de l'Association Internationale Africaine, qui devait retourner à Léopoldville pour se faire soigner. C'est sur la rive opposée à celle occupée par le poste de l'État que les missionnaires veulent installer la mission. C'est une colline boisée dominant le fleuve Congo, près de la confluence avec la rivière Kasaï. Le poste est nommé Notre-Dame-de-Bungana.
Pris par une dysenterie persistante, le Père Merlon doit quitter Kwamouth le 19 octobre 1886. En janvier 1887, il est à Bruxelles. Il est soigné dans sa famille à Schaerbeek où il occupe ses loisirs à préparer un livre. Le 31 mars 1887, il est à nouveau reçu au Palais de Bruxelles par le roi Léopold II. Le Père Merlon écrit une magistrale étude sur les richesses et les ressources potentielles du Congo : Le Congo producteur (1887).

### Départ de la Société et réduction à l'état laïc
Entre-temps, le Père Merlon se rend en Tunisie. C'est au cours de ces mois que mûrit le projet de quitter la Société, pour raisons de santé, mais aussi parce que les autorités de la Société l'y invitaient.
À son retour en Belgique en octobre 1887, l'abbé Merlon se propose de reprendre contact avec la maison de Woluwe, mais le Père Bresson lui fait savoir que ce n'est pas opportun. Dans les mois qui suivent, il y a bien un échange de lettres. Dans celle du 20 avril 1888, l'abbé Merlon se plaint de ce que les confrères racontent sur lui. Il envoie la copie de cette lettre au cardinal Lavigerie. Celui-ci fait répondre le 30 avril par le Père Dequerry, vicaire général de la Société : « Je vais donner immédiatement les ordres nécessaires pour que mes confrères s’abstiennent à l'avenir de prononcer même votre nom en Belgique ». Les relations avec la Société s’espacent certainement. Deux sources[Lesquelles ?] signalent qu’il se serait établi à Paris vers la fin de 1888. D'autres y ajoutent qu’il aurait tout abandonné. En tout cas, on ne trouve plus trace de lui, ni à l’archevêché de Malines, ni à Nivelles, ni à Schaerbeek.
En 1888, il s’installe à Paris, il est vicaire dans une paroisse et puis aumônier privé pour une grande famille, les Fitz-James. Il est ensuite vicaire et aumônier militaire à Chartres.
Il demande en 1893 la nationalité française pour service rendu à la France durant sa mission au Congo. Il remplit ses obligations militaires et quitte la prêtrise pour finalement se marier à Paris en 1899. Il va ensuite s'installer à Aix-en-Provence (où il dispose d'une propriété) et y est responsable d'une société d'import et d'export d'huile d'olive.
Il meurt inopinément en 1903 à Ax-les-Thermes.